# Psammogorgia teres
Psammogorgia teres is een zachte koraalsoort uit de familie Plexauridae. De koraalsoort komt uit het geslacht Psammogorgia. Psammogorgia teres werd in 1868 voor het eerst wetenschappelijk beschreven door Verrill. 